# Wikimedia Deutschland

Logo

Wikimedia Deutschland (Wikimedia Deutschland – Gesellschaft zur Förderung Freien Wissens e. V.) är en tysk ideell organisation, vilken är stödorganisation för Wikipedia och systerprojekt till Wikipedia för fri kunskap samt ansluten till stiftelsen  Wikimedia Foundation som ett nationellt chapter i Tyskland.
Wikimedia Deutschland grundades den 13 juni 2004 på Technische Universität Berlin som den första nationella Wikimediaorganisation, som formellt erkändes av Wikimedia Foundation. Organisationen hade enligt egen uppgift 2 619 medlemmar 31 december 2012.

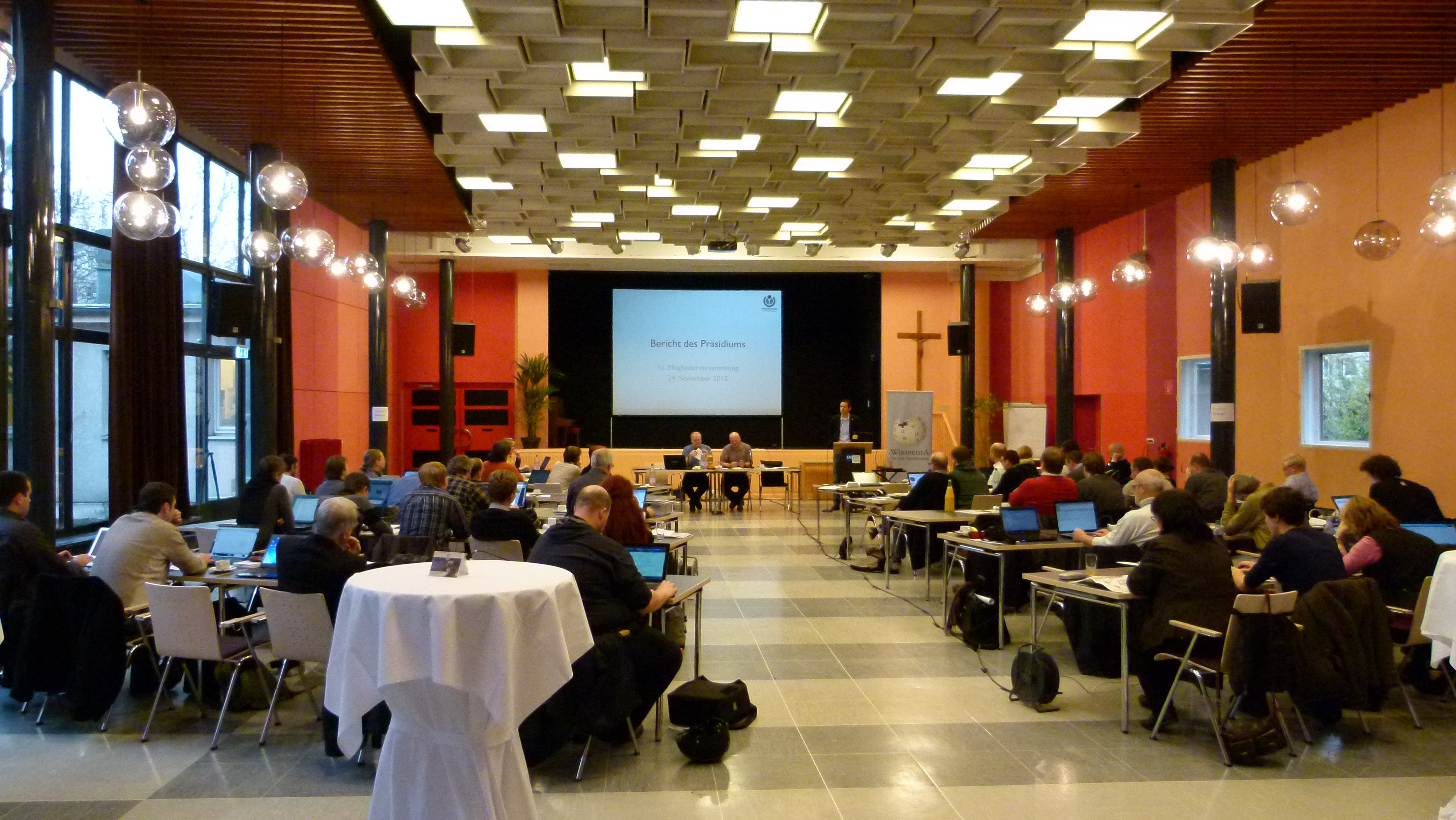
Stämma 24 november 2012 i Berlin

Wikimedia Deutschland har sitt kontor i Berlin och har 2019 omkring 120 anställda.